# Nelima doriae
Nelima doriae is een hooiwagen uit de familie Sclerosomatidae. De wetenschappelijke naam van de soort is voor het eerst geldig gepubliceerd door Canestrini in 1871.